# Bloober Team
Bloober Team SA é uma desenvolvedora de jogos eletrônicos polonesa sediada em Cracóvia. Fundada em novembro de 2008 por Piotr Babieno e Piotr Bielatowicz, a empresa é mais conhecida por desenvolver Layers of Fear (2016), Observer (2017), Blair Witch (2019) e The Medium (2021). Em janeiro de 2018, a Bloober Team recebeu o prêmio Paszport Polityki na categoria "Cultura Digital".

## História
A Bloober Team foi fundada por Piotr Babieno e Piotr Bielatowicz. O estúdio fazia parte originalmente da Nibris, uma incorporadora criada em 2006, mas buscava se tornar independente por meio de financiamento de investidores. O estúdio foi lançado formalmente em 6 de novembro de 2008, empregando 20 pessoas nos escritórios de Cracóvia. Babieno se tornou o diretor executivo da empresa. Em outubro de 2010, após a Nibris decidir sair dos negócios de desenvolvimento de jogos e o cancelamento de seu único jogo eletrônico, Sadness, muitos dos desenvolvedores da empresa juntaram-se à Bloober Team.
Um dos primeiros títulos que desenvolveram foi Music Master: Chopin para Microsoft Windows e iOS. Por ter sido lançado para comemorar o 200º aniversário do nascimento de Frédéric Chopin, o jogo contém várias performances de piano e vocal da obra de Chopin. Em 2013, eles lançaram um jogo free-to-play multijogador de arena de batalha online chamado Deathmatch Village para o PlayStation 3 e PlayStation Vita. Ele possui jogabilidade cross-play entre os dois consoles e consiste em batalhas de arena três contra três.
Um dos pontos de virada na história da Bloober Team foi o desenvolvimento de Basement Crawl, que estreou ao lado do PlayStation 4. Após a má recepção, o estúdio retrabalhou o jogo reutilizando o conceito central do jogo enquanto introduzia novos gráficos, mecânicas de jogo, história e modos de jogo. O produto resultante, o Brawl, foi lançado em fevereiro de 2015 com críticas favoráveis e foi disponibilizado gratuitamente para os proprietários do Basement Crawl.
A desenvolvedora recebeu o prêmio Paszport Polityki na categoria "Cultura Digital" em 10 de janeiro de 2018. Um novo projeto, com o codinome Projeto Méliès, foi anunciado em 8 de março de 2018. Em outubro daquele ano, o título foi anunciado como Layers of Fear 2, e foi lançado em 2019 pela Gun Media.
Em 2009, Bloober Team fundou uma empresa subsidiária de responsabilidade limitada, a iFun4all sp. z o.o. e posteriormente trouxe para a bolsa de valores NewConnect com a oferta pública inicial ocorrendo em 23 de setembro de 2016. Em 23 de agosto de 2019, a empresa mudou seu nome de iFun4all para Draw Distance. A Bloober Team continua a ser proprietária de 34,98% das ações da Draw Distance.
Após cerca de um ano de negociações com várias empresas relacionadas à aquisição, a Bloober Team afirmou em março de 2021 que planejava permanecer como uma empresa independente, embora buscará fazer parceria estratégica com uma dessas empresas no futuro.
A Bloober Team e a Konami anunciaram uma parceria estratégica em junho de 2021 para compartilhar tecnologia e desenvolvimento de jogos.
Em outubro de 2021, a Bloober Team anunciou que a Tencent se tornou sua acionista majoritária com 22% das ações.

## Jogos desenvolvidos
| Ano  | Título                              | Plataforma (s)                                                                                            | Gênero (s)                           | Ref.          |
| ---- | ----------------------------------- | --- | ------------------------------------ | ------------- |
| 2010 | History Egypt Engineering an Empire | iOS, Microsoft Windows, Nintendo DS, PlayStation Portable, Wii                                            | Estratégia                           | [ 21 ]        |
| 2010 | Hospital Havoc                      | Nintendo DS                                                                                               | Simulação                            | [ 22 ]        |
| 2010 | Music Master: Chopin                | iOS, macOS, Microsoft Windows                                                                             | Música                               | [ 23 ]        |
| 2011 | Double Bloob                        | Nintendo DSi                                                                                              | Açao                                 | [ 24 ]        |
| 2011 | Paper Wars: Cannon Fodder           | Nintendo DS, PlayStation Portable, Wii, Xbox 360                                                          | Estratégia                           | [ 25 ]        |
| 2012 | A-Men                               | Microsoft Windows, PlayStation 3, PlayStation Vita                                                        | Quebra-cabeça                        | [ 26 ]        |
| 2013 | Deathmatch Village                  | PlayStation 3, PlayStation Vita                                                                           | Arena de batalha multijogador online | [ 27 ]        |
| 2013 | A-Men 2                             | Microsoft Windows, PlayStation 3, PlayStation Vita                                                        | Quebra-cabeça                        | [ 28 ]        |
| 2014 | Basement Crawl                      | PlayStation 4                                                                                             | Ação                                 | [ 29 ]        |
| 2015 | Brawl                               | Android, Linux, macOS, Microsoft Windows, Nintendo Switch, PlayStation 4                                  | Ação                                 | [ 11 ]        |
| 2016 | Layers of Fear                      | Linux, macOS, Microsoft Windows, Nintendo Switch, PlayStation 4, Xbox One                                 | Horror psicológico                   | [ 30 ] [ 31 ] |
| 2017 | Observer                            | Linux, macOS, Microsoft Windows, Nintendo Switch, PlayStation 4, Xbox One, PlayStation 5, Xbox Series X/S | Horror psicológico                   | [ 32 ]        |
| 2019 | Layers of Fear 2                    | Microsoft Windows, PlayStation 4, Xbox One, Nintendo Switch                                               | Horror psicológico                   | [ 14 ]        |
| 2019 | Blair Witch                         | Microsoft Windows, Xbox One, Playstation 4, Nintendo Switch, Amazon Luna                                  | Horror psicológico                   | [ 33 ]        |
| 2021 | The Medium                          | Microsoft Windows, Xbox Series X/S, PlayStation 5                                                         | Horror psicológico                   | [ 34 ]        |
| 2024 | Silent Hill 2                       | Microsoft Windows, PlayStation 5                                                                          | Horror psicológico                   | [ 35 ]        |
| 2025 | Cronos: The New Dawn                | Microsoft Windows, Xbox Series X/S, PlayStation 5                                                         | Horror psicológico                   | [ 36 ]        |

### Jogos cancelados
- Gender Wars para iOS[37]
- Future Fight, anteriormente intitulado Gender Wars: The Battle, para iOS[37][38]
- Last Flight para Wii[39]